# Hamvas Béla Collegium
A Hamvas Béla Collegium egy 2003 januárjában indult szabadegyetem. Az első szemeszter egy 17 előadásból álló előadássorozat volt, amely „A lélek alkímiája” címet viselte. Az előadássorozat Hamvas Béla és a jungi pszichológia tanításait dolgozta fel.

## Tartalma
A sorozatban a lélek mélységeiről, a belső építkezésről és az úgynevezett realizációs technikákról esett szó. Az előadások némiképp egymásra épültek és épülnek, s igyekeznek megrajzolni azt a finom vonalat, amely az archaikus hagyomány felfedezésétől a valóságértelmezésen és egzisztenciális valóságproblematikán keresztül a „Homo normalis” realizálásáig húzódik.
A második és harmadik szemeszter – a látogatók kérésére – filozófiai hangsúlyt kapott. Az előadások a keleti és nyugati filozófia alapjait és Hérakleitosztól Hegelig, majd Kierkegaardon át Nietzschéig a filozófiatörténet egy-egy nagy fejezetét mutatják be. A harmadik szemesztertől kezdve Dúl Antal a hermetikus hagyománytól indulva a védikus hagyományon át a keresztény misztikáig Hamvas Béla Az ősök nagy csarnoka című művét elemzi és kommentálja.

## Helye
Az előadások helye az Ars & Vita Alapítvány előadóterme (1056 Budapest, Váci utca 40. I / 7., kapucsengő: 23.)

## Külső hivatkozások
- Hamvas Collegium, Ars et Vita alapítvány, Budapest Archiválva 2008. december 18-i dátummal a Wayback Machine-ben